# Чаришська сільська рада
Чари́шська сільська рада (рос. Чарышский сельский совет) — сільське поселення у складі Усть-Калманського району Алтайського краю Росії.
Адміністративний центр — село Чаришське.

## Населення
Населення — 1376 осіб (2019; 1502 в 2010, 1784 у 2002).

## Склад
До складу сільської ради входять:
| Населений пункт | Населення, осіб (2002) | Населення, осіб (2010) |
| --------------- | ---------------------- | ---------------------- |
| Дружба, селище  | 142                    | 96                     |
| Степний, селище | 161                    | 92                     |
| Чаришське, село | 1481                   | 1314                   |